# Guerrino Maculan
Guerrino Maculan (Cittadella, 23 dicembre 1942) è un cuoco, personaggio televisivo e insegnante di cucina italiano.

## Biografia
Risiede a Solagna dove nel 1983 ha aperto un ristorante; figlio di genitori impiegati nell'ambito della ristorazione, prosegue l'attività familiare come i suoi quattro fratelli.

## Carriera
Inizia i propri studi presso l'istituto alberghiero di Abano Terme, ove consegue la maturità, lavorando nel contempo in alcuni ristoranti della zona. Successivamente si trasferisce a Venezia, dove lavora presso i ristoranti "Des Bains" ed "Excelsior".
Si trasferisce quindi a Varese ed a Campione d'Italia, lavorando poi a Verona, Marostica, Bassano del Grappa e Vicenza.
Intrapresa la carriera dell'insegnamento, divenne insegnante pratico di cucina presso l'IPSSAR Giuseppe Maffioli di Castelfranco Veneto, tenendo la cattedra dal 1980 al 1992. Successivamente diviene direttore dell'Istituto Alberghiero Statale di Bassano del Grappa fino al 2002. È questo il periodo nel quale lavora molto anche all'estero, in città come Londra, presso l'hotel Rossini, Hong Kong e Belgrado, dedicandosi nello specifico allo studio della cucina orientale presso Kyoto, Yokohama, Shanghai, Nagoya e Pechino.
Ha condotto una breve trasmissione, Guerrino consiglia, in onda su numerose televisioni locali (TV7 Triveneta Network, Tele Alto Veneto, Telenova, Videobergamo, 12 TV Parma, Antenna 2, TeleNordest, Telemonterosa, TVA Vicenza, Rete 8 VGA, RTTR, San Marino RTV, Teletutto, 7 Gold TVR Teleitalia, T9), nella quale in ogni puntata illustra la preparazione dettagliata di una ricetta.

## Programmi televisivi
- Guerrino consiglia
- Le ricette di Guerrino

## Opere
- Guerrino Maculan, I Santi a tavola, Tassotti, 1998, ISBN 9788876911569.
- Guerrino Maculan, In cucina con Guerrino. Cento nuove gustose facili ricette, Battei, 2005, ISBN 9788878830035.
- Guerrino Maculan, Le ricette di Guerrino. Colori e sapori in cucina, Battei, 2005, ISBN 9788878830516.
- Guerrino Maculan, Storie e sapori della nostra terra, Battei, 2009, ISBN 9788885349421.